# János Bédl
János Bédl (ur. 10 września 1929, zm. 9 grudnia 1987) – węgierski piłkarz i trener.

## Kariera piłkarska
Bédl występował między innymi w holenderskich zespołach Be Quick 1887, DWS oraz MVV Maastricht, a także w maltańskiej Sliemie Wanderers.

## Kariera trenerska
Bédl pierwszą pracę trenerską otrzymał w Sliemie Wanderers. W 1966 został selekcjonerem reprezentacji Malty, którą poprowadził w dwóch spotkaniach towarzyskich przeciwko Libii: 13 lutego 1966 (1:0) i 27 marca 1966 (1:0).
W 1968 Bédl został szkoleniowcem amerykańskiego Pittsburgh Phantoms. Następnie prowadził Kansas City Spurs, niemiecki Rot-Weiss Essen, belgijski Lierse SK oraz Borussię Dortmund. W październiku 1974 został szkoleniowcem zespołu Wuppertaler SV z Bundesligi. Zadebiutował w niej 2 listopada 1974 w przegranym 0:1 meczu z FC Schalke 04. W 1975, po spadku Wuppertaleru do 2. Bundesligi, odszedł z klubu.
Potem dwukrotnie trenował Lierse SK, był także szkoleniowcem Rot-Weiss Essen oraz Rot-Weiß Oberhausen.